# Бондково (Куявсько-Поморське воєводство)
Бондково (пол. Bądkowo, нім. 1939–1943 Badkowo, 1943–1945 Bondkau) — село в Польщі, у гміні Бондково Александровського повіту Куявсько-Поморського воєводства.
Населення — 962 особи (2011).
У 1975-1998 роках село належало до Влоцлавського воєводства.

## Демографія
Демографічна структура станом на 31 березня 2011 року:
|          | Загалом | Допрацездатний вік | Працездатний вік | Постпрацездатний вік |
| -------- | ------- | ------------------ | ---------------- | -------------------- |
| Чоловіки | 449     | 102                | 301              | 46                   |
| Жінки    | 513     | 88                 | 319              | 106                  |
| Разом    | 962     | 190                | 620              | 152                  |